# Epsom and Ewell

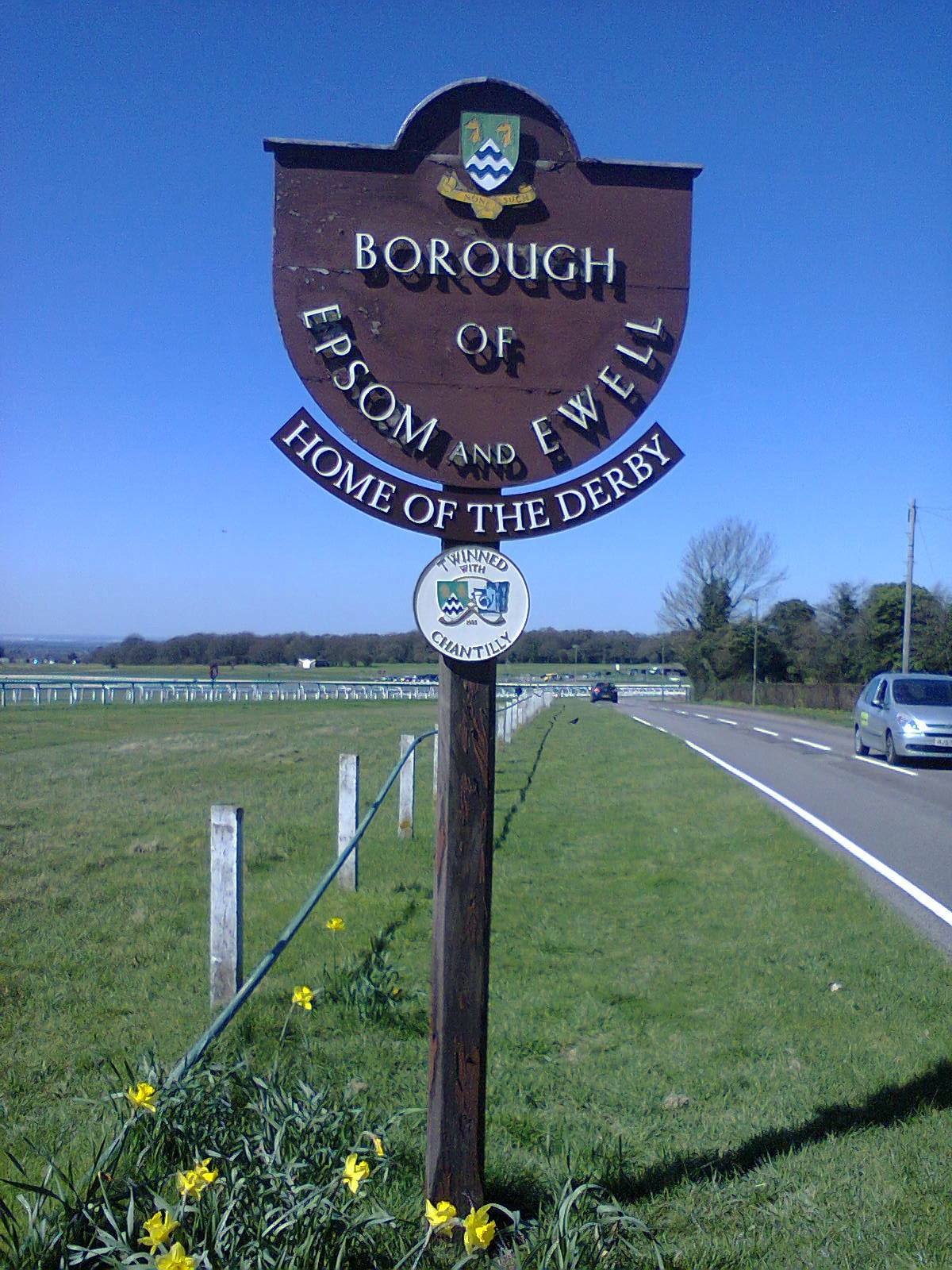
Epsom and Ewell, avec ses armoiries

Epsom and Ewell est un district du Surrey composé des villes de Epsom, Ewell et de parties de la banlieue londonienne hors de Grand Londres de Stoneleigh et Worcester Park en Angleterre. La ville d'Epsom est célèbre pour ses courses de chevaux (Derby d'Epsom) et aussi en étant l'origine du sel l'epsomite décourvert au début du XVIIe siècle.
Contrairement aux autres districts actuels du Surrey, le district d'Epsom and Ewell fut créé plus tôt, en 1937, et le district reste invariable lors de la réforme administrative en 1974. Aux années 1960, il y avait les plans pour incluir Epsom and Ewell dans le Grand Londres, mais ces échouent.
Les armoiries municipales sont : Mantelé ; de sinople aux deux têtes de chevaux coupées irrégulièrement d'or, et d'argent aux deux fasces ondées d'azur. La devise est None Such, dérivée du palais de Sans-Pareil (Nonsuch en anglais).